# Wacław Szumkowski
Wacław Szumkowski herbu Awdaniec (ur. 19 lutego 1891 w Prepuntach, zm. 7 lipca 1967 w Maracay) – polski botanik, profesor Uniwersytetu w Maracay.

## Życiorys
Był synem Michała Szumkowskiego i Marii Anny Katarzyny Skarzyńskiej herbu Bończa. Po II wojnie światowej wyjechał do Wenezueli i zamieszkał w Maracay. Objął katedrę botaniki na Centralnym Uniwersytecie Wenezueli w Maracay i po ośmiu latach badań naukowych odkrył biologiczną metodę zwalczania jednego ze szkodników bawełny. Dzięki temu odkryciu udało się zwalczyć szkodnika, a wenezuelska bawełna uzyskała drugie na świecie miejsce pod względem długości włókien. Z wdzięczności za te osiągnięcia nazywano go Padre de oro blanco (Ojciec białego złota).

## Rodzina
Ożenił się z Julią Grudzińską (1899-1992). Miał z nią dwójkę dzieci: Halinę Szumkowską herbu Awdaniec (1919-2010) i Jerzego Antoniego (1922-2013). 

## Upamiętnienie
Jego imieniem nazwano nowy gatunek wenezuelskiej bawełny, jedną z sal uniwersytetu w Maracay oraz wieś, w której przeprowadzał doświadczenia. Jest to dzisiaj jedyna polska nazwa geograficzna w Wenezueli.